# Joanna Kuberska
Joanna Kuberska (ur. 25 grudnia 1992 w Nowym Targu) – polska aktorka filmowa, teatralna i telewizyjna.

## Kariera
W 2017 roku ukończyła studia na Akademii Teatralnej w Warszawie.
W latach 2016–2020 w serialu TVP2 M jak miłość wcielała się w postać Julii Kryszak. Obecnie aktorkę można oglądać w Teatrze Kwadrat oraz Teatrze Kamienica w Warszawie.
W latach 2019–2020, w serialu Zawsze warto telewizji Polsat, grała Joannę Wardecką. W tych samych latach, występowała jako Olga Wesołowska w serialu O mnie się nie martw. W latach 2020–2021 grała postać Kingi Bielawskiej w serialu TVP1 pt. Leśniczówka.

## Filmografia
| Rok       | Tytuł                | Rola                                             | Uwagi         |
| --------- | -------------------- | ------------------------------------------------ | ------------- |
| 2016      | Po prostu przyjaźń   | pani prowadząca loterię                          |               |
| 2016      | Na noże              | kasjerka na dworcu autobusowym                   | odc. 1        |
| 2016–2020 | M jak miłość         | Julia Kryszak, dawna dziewczyna Pawła Zduńskiego |               |
| 2017      | Ojciec Mateusz       | Magda Celestyn, żona Piotra                      | odc. 228      |
| 2018      | W rytmie serca       | Marta                                            | odc. 30       |
| 2018      | Przyjaciółki         | prostytutka Ramona                               | odc. 140, 141 |
| 2019      | Młody Piłsudski      | Maria Juszkiewiczowa Piłsudska                   |               |
| 2019      | Chyłka. Kasacja      | lekarz medycyny sądowej                          | odc. 1, 2     |
| 2019      | Żmijowisko           | dziennikarka Jaśmina Ładaj                       | odc. 3, 6     |
| 2019      | Za marzenia          | Renata                                           | odc. 23       |
| 2019–2020 | Zawsze warto         | Joanna Wardecka                                  |               |
| 2019–2020 | O mnie się nie martw | Olga Wesołowska                                  |               |
| 2020–2022 | Leśniczówka          | komendant Kinga Bielawska                        |               |
| od 2021   | Ojciec Mateusz       | saksofonistka Monika Drzazga                     |               |
| 2021      | Druga połowa         | Julita Stachowska                                |               |
| 2023      | Rafi                 | „Luciolla”                                       |               |

## Dubbing
| 2018 | Czarna Pantera Black Panther                                                                         |
| 2018 | Han Solo: Gwiezdne wojny – historie Solo: A Star Wars Story                                          |
| 2017 | Strażnicy Galaktyki vol. 2 Guardians of the Galaxy Vol. 2                                            |
| 2017 | Castlevania                                                                                          |
| 2017 | Piraci z Karaibów: Zemsta Salazara Pirates of the Caribbean: Dead Men Tell No Tales                  |
| 2017 | Thor: Ragnarok                                                                                       |
| 2017 | Gwiezdne wojny: Ostatni Jedi Star Wars: The Last Jedi                                                |
| 2016 | Smoleńsk                                                                                             |
| 2016 | Magi: Sinbad no Bōken (serial TV 2016–)                                                              |
| 2016 | Pokémon: Volcanion i mechaniczny zachwyt Pokémon the Movie XY & Z: Volcanion to Karakuri no Magearna |